# Skolekridt
Skolekridt er betegnelsen for en lakrids fyldt med mild salmiakpulver og med en overflade af hvid pebermynte-dragée. Skolekridt produceres hos den Finske virksomhed Fazer, der udover Skolekridt også producerer Dumle, Tyrkisk Peber & Marianne bolcher.
Slikket er udformet som små stumper skrivekridt, som historisk er brugt på skoler og andre undervisningsinstitutioner.
| Mad og drikke | Spire Denne artikel om mad og drikke er en spire som bør udbygges. Du er velkommen til at hjælpe Wikipedia ved at udvide den. |